# Liping
För andra betydelser, se Liping (olika betydelser).
Liping är ett härad i Qiandongnan, en autonom prefektur för miao och dong-folken i Guizhou-provinsen i sydvästra Kina.